# Spoorlijn Alkmaar - Hoorn
De spoorlijn Alkmaar - Hoorn is de op 1 oktober 1898 geopende spoorlijn, aangelegd door de Hollandsche IJzeren Spoorweg-Maatschappij (HSM), die zorgde voor een verbinding tussen de in 1865 geopende spoorlijn Den Helder - Amsterdam en de in 1885 geopende spoorlijn Zaandam - Enkhuizen. De lijn werd in 1974 geëlektrificeerd.

## Dienstregeling
Vóór de elektrificatie werd op deze lijn een uurdienst gereden tussen Alkmaar en Hoorn met DE2- of Plan U-materieel.
Na de elektrificatie werd deze dienst gecombineerd met de sneltrein Alkmaar – Haarlem, die later verlengd werd tot Den Haag. De frequentie is daarbij verhoogd naar tweemaal per uur. Op zondag en de avonduren bleef er een uursdienstregeling. In eerste instantie werd deze dienst voornamelijk uitgevoerd met treinstellen van het type Materieel '64. Na het jaar 2000 kwam ook het type DD-AR meer op de lijn. Sinds de dienstregeling van 2012 is deze sneltrein vervangen door een intercity die daarbij werd ingekort tot Haarlem. Doordat de intercity niet meer in de avonduren reed, reden er in de avonduren op dezelfde tijden (voornamelijk in uurdienst tussen Alkmaar en Hoorn) de Sprinters Amsterdam Centraal - Haarlem - Uitgeest, door naar Alkmaar en Hoorn. Sinds de dienstregeling van 2016 rijden er op de lijn voornamelijk treinen van het type SGMm die de sprintertreindienst Amsterdam - Haarlem - Alkmaar - Hoorn bedienen.
Op de lijn rijdt al voor de jaren 90 in de nacht van vrijdag op zaterdag en van zaterdag op zondag een trein vanuit Enkhuizen naar Alkmaar. Dit is in principe de enige reguliere treinrit die vanuit Enkhuizen over deze spoorlijn gaat. Daarnaast wordt de spoorlijn ook af en toe gebruikt als omleidingsroute voor de trein Enkhuizen - Amsterdam. Voornamelijk in geval van werkzaamheden rijdt de trein uit Enkhuizen als reguliere stoptrein op het traject Hoorn - Alkmaar (- Uitgeest), waarna het verder gaat als intercity naar Amsterdam. De sprinter Hoorn - Alkmaar - Haarlem, vervalt dan op deze lijn.
| Serie | Treinsoort    | Route                                          | Bijzonderheden                                                  |
| ----- | ------------- | ---------------------------------------------- | --------------------------------------------------------------- |
| 4800  | Sprinter (NS) | Amsterdam Centraal – Haarlem – Alkmaar – Hoorn | Rijdt vanaf 20:00 uur één keer per uur tussen Alkmaar en Hoorn. |

## Stations en gebouwen
Overzicht van stations langs de lijn (cursief: voormalig station):
| Station            | Geopend | Huidig gebouw                                                      |
| ------------------ | ------- | ------------------------------------------------------------------ |
| Alkmaar            | 1865    | 1864, SS, 1e gebouw, type SS 3e Klasse                             |
| Alkmaar Noord      | 1980    | 2021, Prorail, 2e gebouw, uniek ontwerp van VenhoevenCS in aanbouw |
| St. Pancras        | 1898    | geen, station gesloten in 1944 en gesloten van 1938-1940           |
| Heerhugowaard      | 1865    | 1989, NS, 3e gebouw, uniek ontwerp van Steenhuis                   |
| Middelweg          | 1898    | geen, station gesloten in 1938                                     |
| Obdam              | 1898    | 1898, HIJSM, 1e gebouw, uniek ontwerp zelfde als Zetten-Andelst    |
| Spierdijk          | 1898    | geen, station gesloten in 1940 en gesloten van 1938-1940           |
| Zuidermeer         | 1898    | geen, station gesloten in 1938                                     |
| Bobeldijk-Berkhout | 1898    | geen, station gesloten in 1940 en gesloten van 1938-1940           |
| Hoorn              | 1883    | 1882, HIJSM, 1e gebouw, uniek ontwerp                              |

De stations Alkmaar, Heerhugowaard en Hoorn waren al eerder aan andere spoorlijnen geopend.